# Veemarkt (Mechelen)
De Veemarkt is een plein in de Belgische stad Mechelen, ongeveer halverwege tussen de Grote Markt en de Nekkerspoelbrug.
Op het plein bevindt zich een ruime bushalte waar verschillende buslijnen van De Lijn passeren, alsook een ondergrondse parkeergarage die rond 2003 werd aangelegd, Blue-bike-deelfietsen en Cambio-deelwagens.
Het Sint-Romboutscollege en de Sint-Pieters-en-Pauluskerk zijn gelegen aan de Veemarkt.
Op het plein staat tevens een standbeeld van Neptunus, die in de volksmond Vadderik wordt genoemd. Het beeld werd in 1718 gemaakt door Frans Langhemans in opdracht van het stadsbestuur. De huidige sokkel met opschrift "SPQM", de Mechelse versie van SPQR, is niet origineel en dateert van na de Tweede Wereldoorlog.
De eerste vermelding van de Veemarkt dateert van 1293 bij de bouw van het Sint-Julianusgasthuis.